# Carmelo Camet
Carmelo Félix Camet Iza (ur. 29 października 1904 w Paryżu, zm. 22 lipca 2007 w Buenos Aires) – argentyński florecista, brązowy medalista olimpijski.
Na igrzyskach olimpijskich w Paryżu w 1924 roku został zgłoszony do startu we florecie drużynowym i szabli drużynowej, jednak ostatecznie nie wystąpił. Na rozgrywanych cztery lata później igrzyskach olimpijskich w Amsterdamie reprezentacja Argentyny w składzie: Roberto Larraz, Raúl Anganuzzi, Luis Lucchetti, Héctor Lucchetti i Carmelo Camet zdobyła brązowy medal we florecie drużynowym. Indywidualnie nie startował. 
Nie zdobył medalu mistrzostw świata.
Jego ojciec, Francisco Camet, także był szermierzem, a kuzyn, Jorge Williams, był tenisistą.